# Sterling and Francine Clark Art Institute

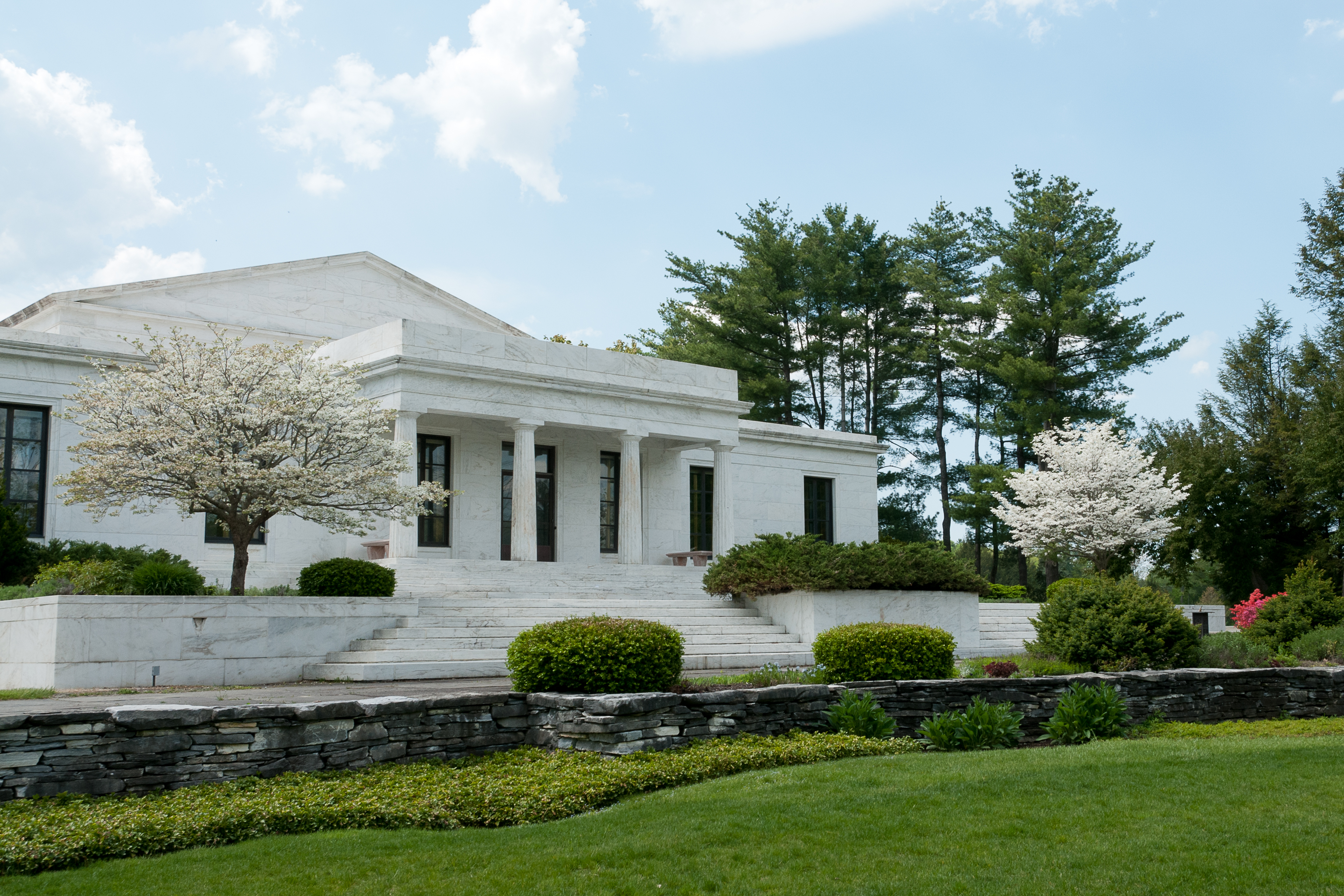
Gebäude des Sterling and Francine Clark Art Institute

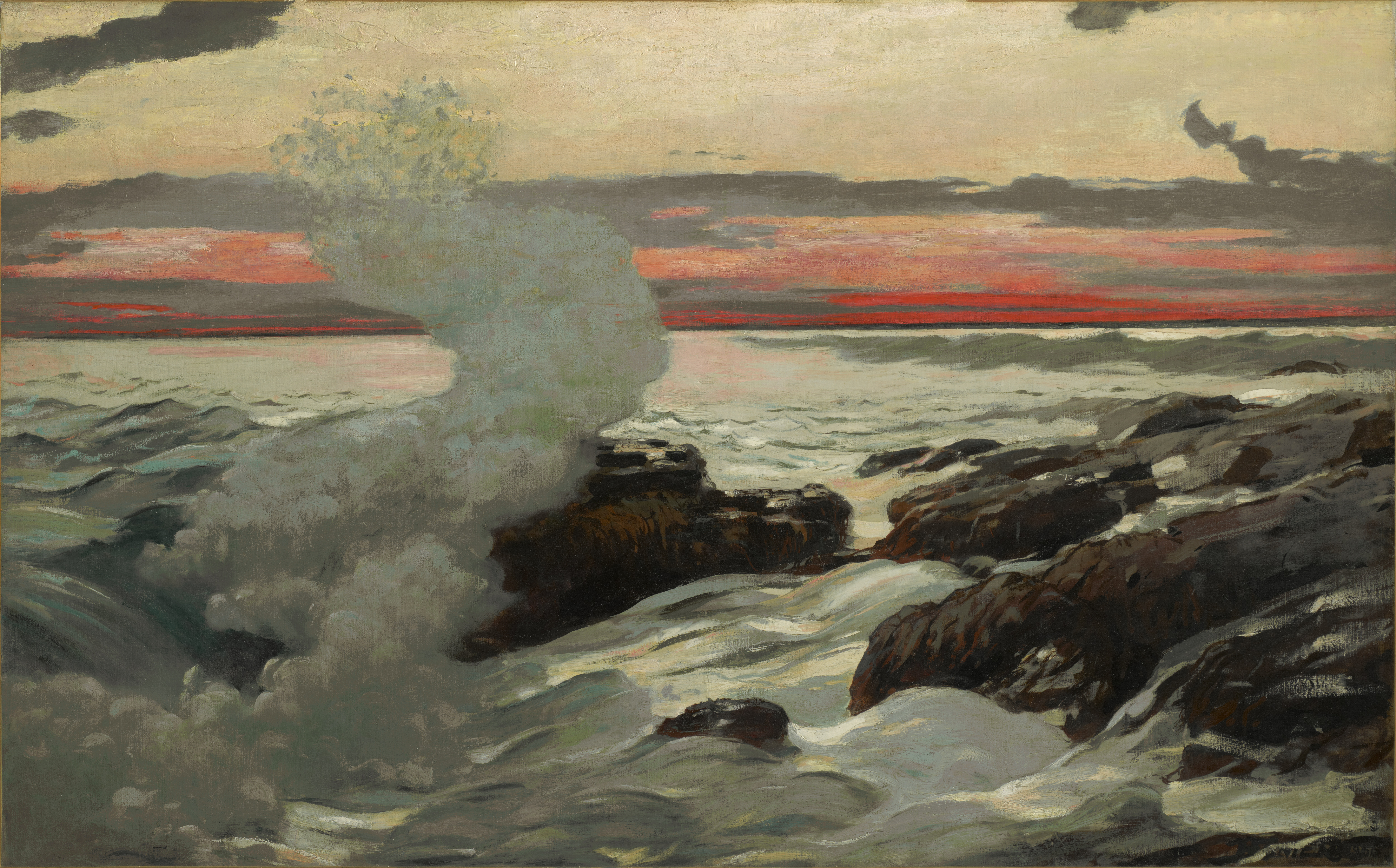
Winslow Homer:
West Point, Prout's Neck

Das Sterling and Francine Clark Art Institute, in der Kurzform auch The Clark genannt, ist ein Kunstmuseum mit angeschlossenem Forschungsinstitut für Kunstgeschichte in Williamstown, Massachusetts. Zusammen mit dem benachbarten Williams College bietet es zudem ein zweijähriges Graduiertenstudium für Kunsthistoriker an. Die bedeutende Kunstsammlung des Clark Art Institute umfasst Werke von 14. bis zum beginnenden 20. Jahrhundert, wobei der Schwerpunkt bei Gemälden der Schule von Barbizon und der französischen Impressionisten liegt.

## Geschichte
Robert Sterling Clark (1877–1956) gehörte zu den Erben des Nähmaschinenunternehmens Singer und gelangte so zu einem beträchtlichen Vermögens und einer kleinen Gemäldesammlung aus Familienbesitz. Im Alter von 35 Jahren begann seine eigene Kunstsammlung aufzubauen. Zusammen mit seinem Bruder Stephen Carlton Clark, einen ebenfalls bedeutenden Sammler, reiste er 1912 nach Florenz und erwarb das Porträt einer Dame von Domenico Ghirlandaio. Es folgten in kurzer Zeit weitere Gemälde vorwiegend italienischer, flämischer und niederländischer Meister. Der seit 1911 in Paris wohnhafte Sterling Clarke heiratete 1919 die französische Schauspielerin Francine Clary (1876–1960). Gemeinsam bauten sie in den folgenden 35 Jahren die bestehende Sammlung aus, verlagerten jedoch das Hauptgewicht auf französische Maler des 19. Jahrhunderts.

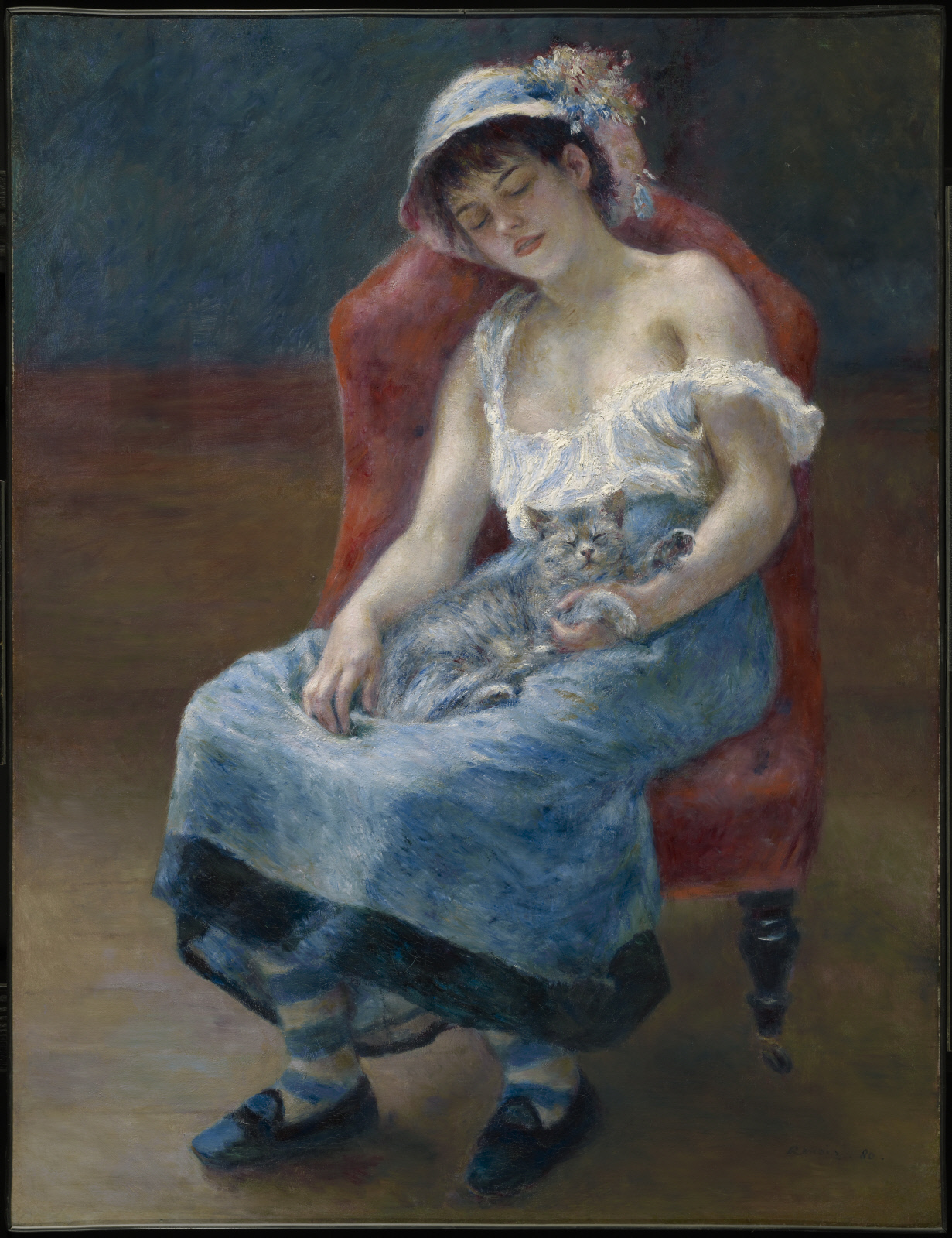
Pierre-Auguste Renoir:
Schlafendes Mädchen mit Katze

Die Sammlung der Clarks schmückte lange Zeit die Wände ihres Hauses in New York City, bevor sich das Ehepaar Gedanken über die Zukunft der Kunstschätze machte. Zunächst gab es Überlegungen ein Museum in Cooperstown im Bundesstaat New York zu gründen, wo sich Sterlings Elternhaus befand. Auch eine Schenkung der Sammlung an das Metropolitan Museum of Art stand einige Zeit im Mittelpunkt der Überlegungen, bevor sich die Clarks 1946 entschlossen ihr Haus in der Upper East Side von Manhattan in ein Museum umzuwandeln und somit dem Beispiel der Frick Collection zu folgen. Mit Beginn des Kalten Krieges entwickelte sich jedoch bei dem Sammlerpaar eine Angst vor Angriffen mit Atomwaffen auf New York City, worauf sie ihre Sammlung lieber in ländlicher Umgebung in Sicherheit bringen wollten. Bei der Suche nach einem geeigneten Standort fiel ihre Wahl auf Williamstown in den Berkshires im Westen des Bundesstaates Massachusetts. Am dortigen Williams College hatten Sterlings Vater und Großvater studiert, und beide waren dort später Kuratoren. Im Herbst 1949 begannen erste Gespräche mit den Vertretern der Stadt und des Williams College. Bereits am 14. März kam es zur Gründung des Sterling and Francine Clark Art Institute. Warum die Sammler die Bezeichnung Art Institute (Kunstinstitut) und nicht Collection (Sammlung) oder Museum wählten, ist unklar, da die universitären Bereiche der Einrichtung bei der Gründung nicht vorgesehen waren. Die Namensgebung erwies sich aber, wenn auch ungewollt, in den Folgejahren als weitsichtig. Die Eröffnung des neu errichteten Museum fand am 17. Mai 1955 statt. Weitere Anbauten kamen in den kommenden Jahrzehnten hinzu. 1972 begann das Graduiertenprogramm in Kunstgeschichte. Neben einer umfangreichen Kunstbibliothek besteht seit 1977 eine eigene Restaurierungswerkstatt (Williamstown Regional Art Conversation Laboratory). Im Clark Art Institute finden Vorlesungen, Kolloquien und Konferenzen statt, zudem erteilt es Stipendien. Die Sammlungen des Clark sind seit dem Tod des Gründerpaares kontinuierlich ausgebaut worden und ziehen genauso wie die jährlichen Sonderausstellungen eine Vielzahl von Touristen nach Williamstown, wo sich das Museum inzwischen zu einem wichtigen Wirtschaftsfaktor entwickelt hat.

## Gebäude
1953 begannen die Bauarbeiten für das Clark Art Institute nach einem Entwurf von Daniel Perry. Es entstand bis 1955 ein Gebäude im Stil des Neoklassizismus aus weißem Marmor, welches ein halbes Jahr vor dem Tod Sterling Clarks eingeweiht wurde. Nach Hinzufügung eines Anbaus für Serviceeinrichtungen 1964 folgte ein größerer Erweiterungsbau 1973 unter der Leitung von Pietro Bellushi.
Im Jahr 2003 erhielten der Architekt Tadao Ando und der Landschaftsarchitekt Reed Hilderbrand den Auftrag für die Planungen einer Umgestaltung der bisherigen Gebäude und die Errichtung mehrerer neuer Gebäude sowie der Umgestaltung des Außenbereiches. In der ersten Bauphase sollen auf rund 3000 m² neben neuen Räumlichkeiten für die Restaurierungswerkstatt, Unterrichtsräumen und einem Terrassencafé vor allem weitere Galerieräume entstehen, die erstmals Werke von Kulturen außerhalb Europas und Nordamerikas sowie Kunst des 20. Jahrhunderts zeigen soll. In einer zweiten Bauphase ist dann die Anlage eines 6000 m² großen Sees geplant, um den dann ein Auditorium, ein Konferenzzentrum und neue Galerien für amerikanische Kunst und Kunsthandwerk zu bauen sind.

## Sammlungen
Sterling Clark wuchs bereits mit Kunstwerken auf, da auch seine Eltern eine kleine Kunstsammlung zusammengetragen hatten. Ein Beispiel hierfür ist der Trompeter der Husaren von Théodore Géricault, der sich heute im Clark Art Institute befindet. Die eigene Sammlung entstand überwiegend durch Ankäufe beiden Händlern Knoedler und Durand-Ruel, wobei Francine Clark großen Einfluss bei der Auswahl der Kunstwerke hatte. Neben Gemälden sammelten die Clarks auch Zeichnungen und Drucke, illustrierte Bücher, Porzellan, Skulpturen und Kunsthandwerk. Die Sammlung mit englischen Silberarbeiten ist hierbei besonders bemerkenswert. Bevor das Clark Art Institute 1955 öffnete, waren die Kunstwerke nur selten der Öffentlichkeit zugänglich, da die Sammler selten etwas für Ausstellungen ausliehen und die meisten Stücke der Sammlung in Depots lagerten. Seit der Gründung des Clark sind die bestehenden Sammlungen ausgebaut worden und vor allem die Abteilung für Fotografie konnte zahlreiche Neuerwerbungen verzeichnen.

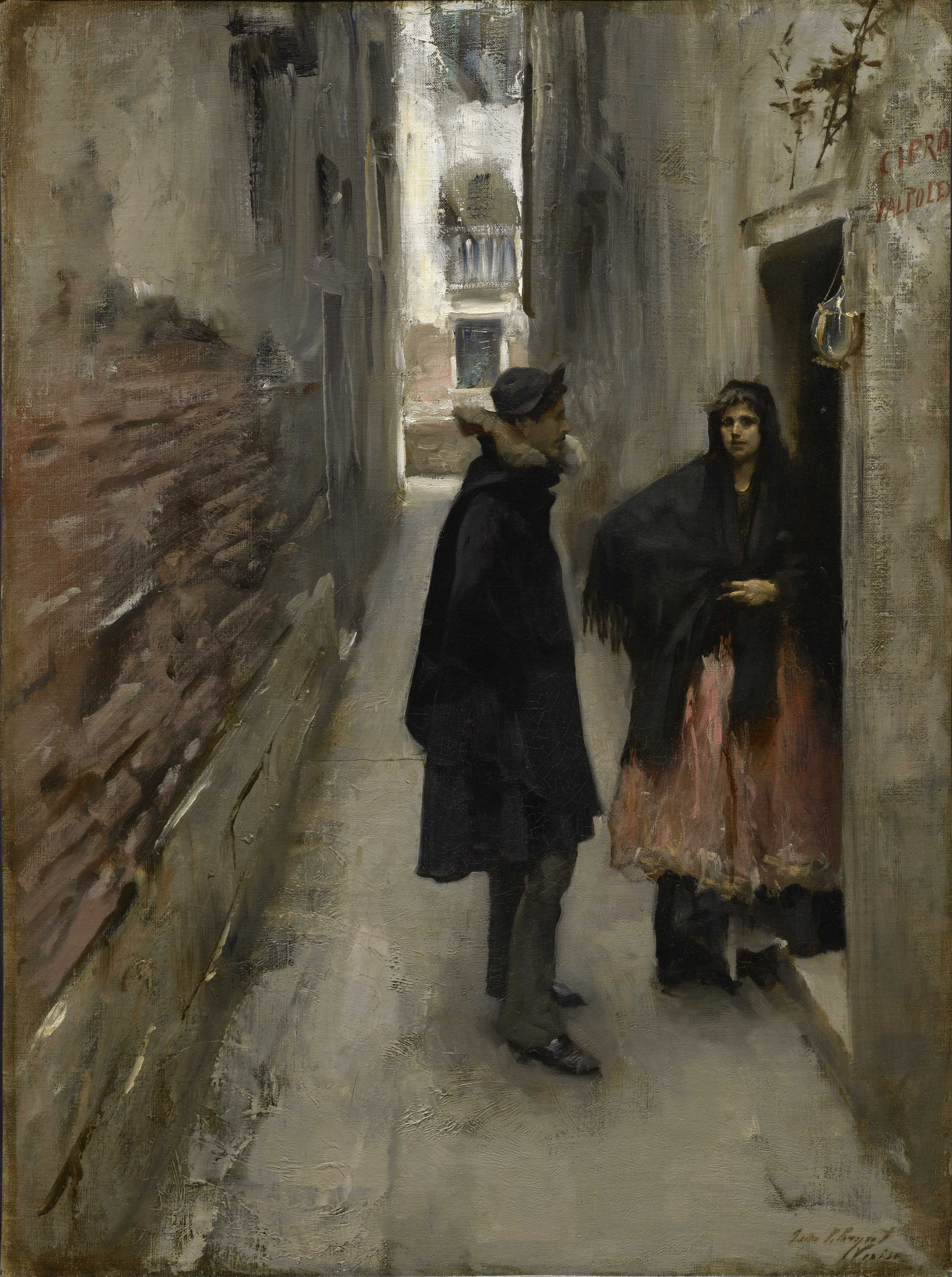
John Singer Sargent:
A Street in Venice

Eine der frühesten Arbeiten im Museum ist das Altarstück Madonna mit Kind und sechs Heiligenbildnissen von Ugolino di Nerio, entstanden zwischen 1317 und 1327 für die Kirche Santa Croce in Florenz. Kurze Zeit später entstand die Thronende Jungfrau mit dem Kind und vier Engeln von Piero della Francesca. Zu den Meisterwerken niederländischer und flämischer Malerei im Clarks gehören die Jungfrau und Kind mit der heiligen Elisabeth und Johannes dem Täufer von Quentin Massys, die Hochzeit des Peleus mit Thetis von Joachim Wtewael, das Porträt eines vornehmen Herrn von Jan Mabuse, der Stiftsherr Gilles Joye von Hans Memling, Kinder mit einer Katze von Dirck Hals sowie die Landschaft mit Brücke von Jacob van Ruisdael. Bedeutende Arbeiten der französischen Schule sind eine Landschaft mit dem pilgernden Jacob von Claude Lorrain, Der Krieger von Jean-Honoré Fragonard, ein Porträt eines Mannes von Hyacinthe Rigaud und Vulcanus übergibt Waffen an Venus für Aeneas von François Boucher. Die englische Malerei ist vertreten mit Thomas Gainsboroughs Porträt der Elisabeth und des Thomas Linley und William Turners Bild Leuchtraketen bei hohem Seegang.
Der größte Teil der Sammlungen besteht aus Kunstwerken des 19. Jahrhunderts. Zu sehen sind Die Engelsburg in Rom von Jean-Baptiste Camille Corot, die Handarbeitsstunde von Jean-François Millet. Nymphen und Satyr von William Adolphe Bouguereau, Die Schlangenbeschwörer von Jean-Léon Gérôme, die Frauen von Amphissa von Lawrence Alma-Tadema sowie von Alfred Stevens die Werke Die Gräfin und Erinnerungen und Bereuen. Die impressionistische Malerei hat im Museum einen besonderen Stellenwert. Das Clark Art Institute besitzt allein 37 Werke von Pierre-Auguste Renoir, wobei Schlafendes Mädchen mit einer Katze, Im Konzert und ein Selbstporträt zu den bekannteren Arbeiten gehören. Von Edouard Manet sind im Clarks das Interieur in Arcachon, ein Porträt der Mery Laurent sowie ein Stillleben mit Moosröschen in einer Vase zu sehen. Von Claude Monet besitzt das Clark Art Institute einen Ententeich sowie eine Ansicht der Kathedrale von Rouen und von Edgar Degas eine Tanzklasse und ebenfalls ein Selbstporträt. Berthe Morisots Bild Das Bad, Mädchen ordnet ihre Haare und Camille Pissarros Der Fluss Oise in der Nähe von Pontoise und Der Hafen von Rouen gehören genauso zur Sammlung, wie die Carmen von Henri de Toulouse-Lautrec, das Bild Junge Christin im Gebet von Paul Gauguin und Frauen mit Hund von Pierre Bonnard.
Die amerikanische Malerei des ausgehenden 19. Jahrhunderts ist ebenfalls mit zahlreichen Meisterwerken im Clark Art Institute zu sehen. Hierzu gehören von John Singer Sargent die Werke Fumée d’Ambre Gris, A Street in Venice und das Porträt Carolus-Duran, von Mary Cassatt die Arbeiten Mutter mit Kind und Dem Stierkämpfer die Panale anbieten sowie von George Inness eine Ansicht seines Haus in Montclair. Weiterhin sind von Frederic Remington die Bilder The Scout: Friends or Foes und Dismounted: The Fourth Troopers Moving the Led Horses und mehrere Landschaftsansichten von Winslow Homer zu sehen.

### Erweiterung der Sammlung durch Schenkung im Jahr 2024
Im Oktober 2024 wurde bekannt, dass das Clark Art Institute eine bedeutende Schenkung der Aso O. Tavitian Foundation, die auf den Unternehmer Aso Tavitian (1940 – 2020) zurückgeht, erhalten hat: 331 europäische Kunstwerke von der Renaissance bis zum 19. Jahrhundert sowie über 45 Millionen US-Dollar zur Finanzierung eines neuen Flügels und einer Kuratorenstelle. Diese Schenkung umfasst bedeutende Werke von Künstlern wie Rubens, Parmigianino, Vigée Le Brun und Bernini und stellt eine wesentliche Erweiterung der Museumssammlung dar, insbesondere im Bereich der Bildhauerei. Der Gesamtwert der Schenkung beträgt schätzungsweise mehrere hundert Millionen US-Dollar. Das Architekturbüro Selldorf wird den neuen Flügel entwerfen, der bis 2028 fertiggestellt werden soll.

## Ausgestellte Werke

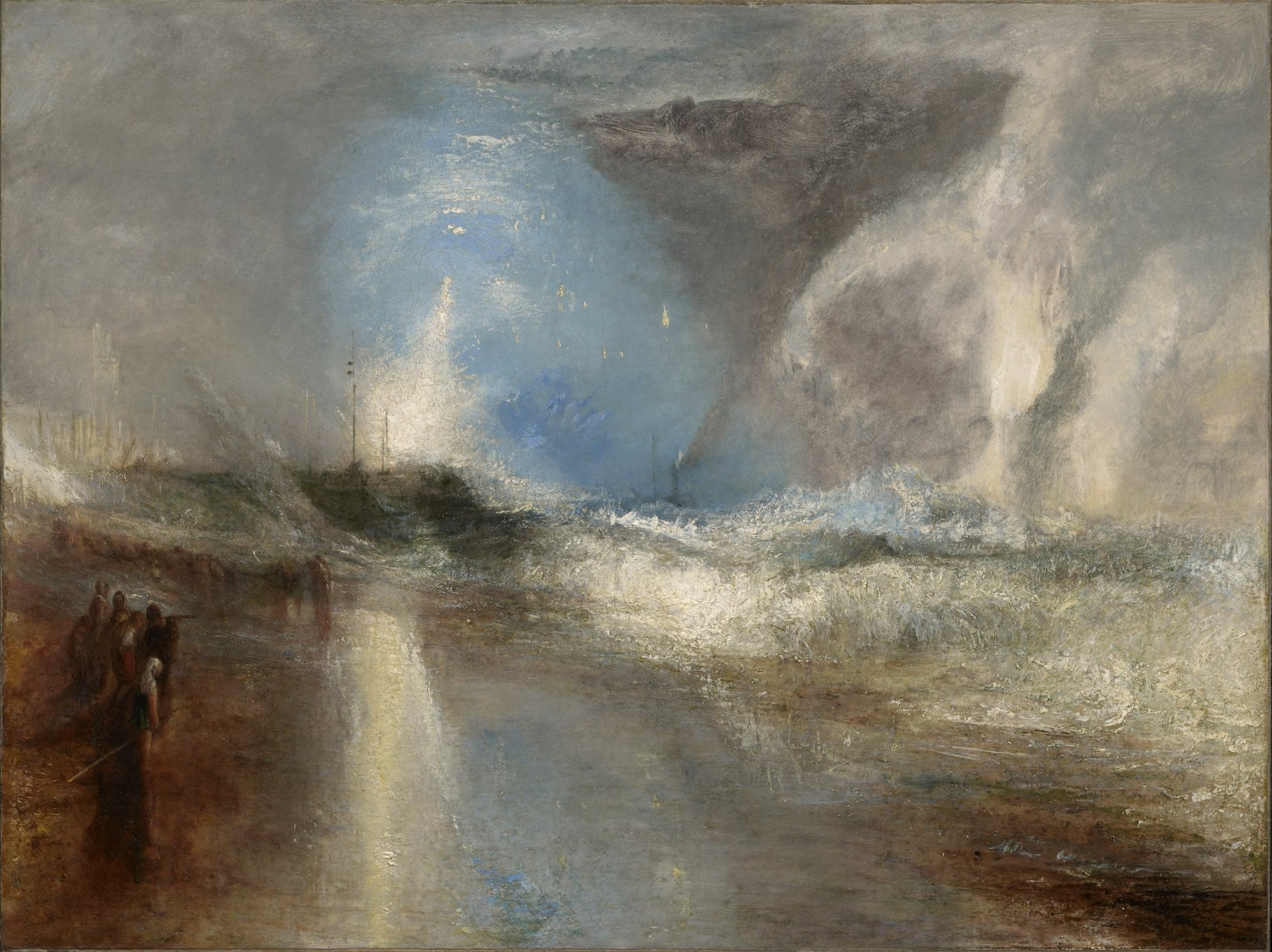
William Turner: Leuchtraketen bei hohem Seegang
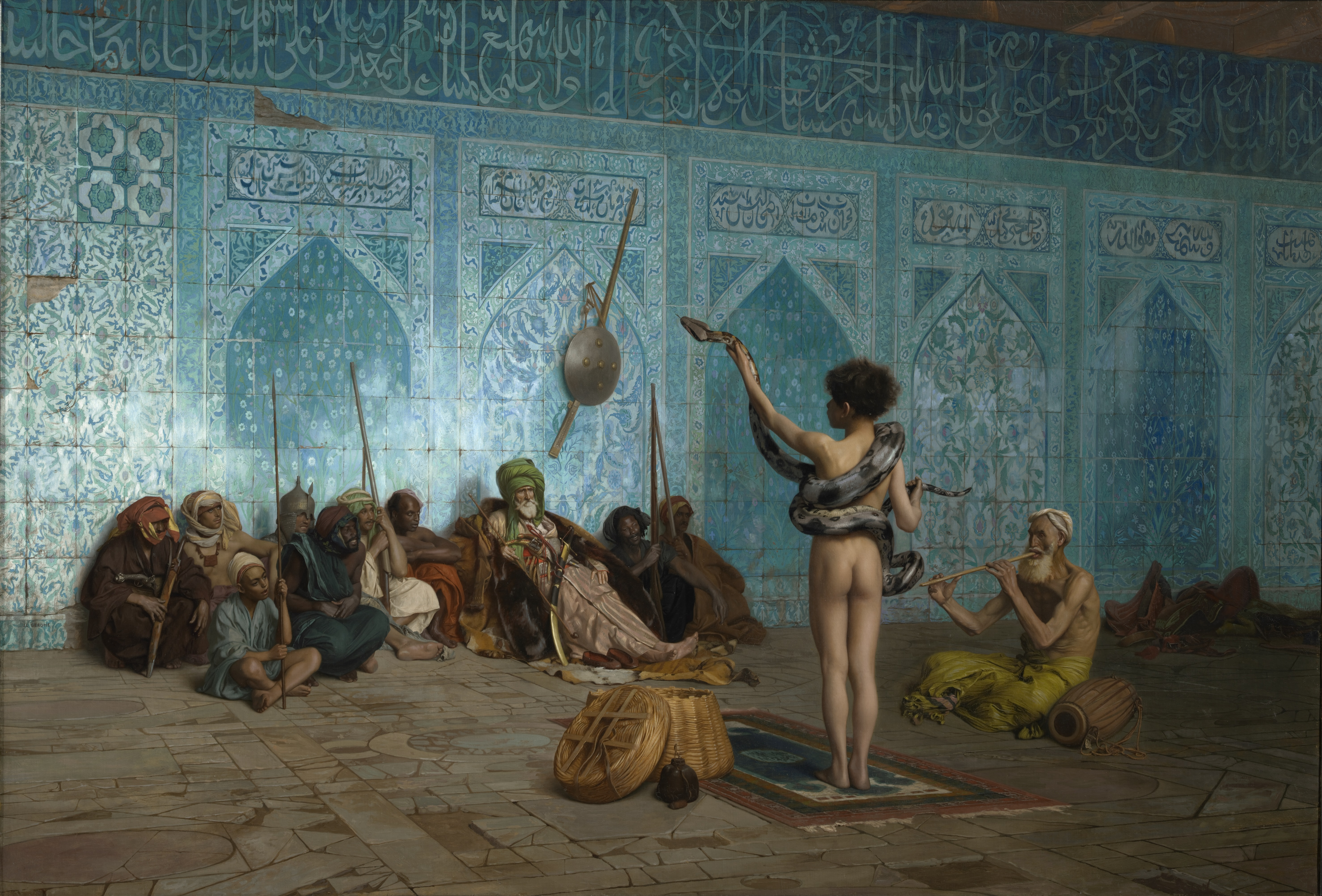
Jean-Léon Gérôme: Die Schlangenbeschwörer
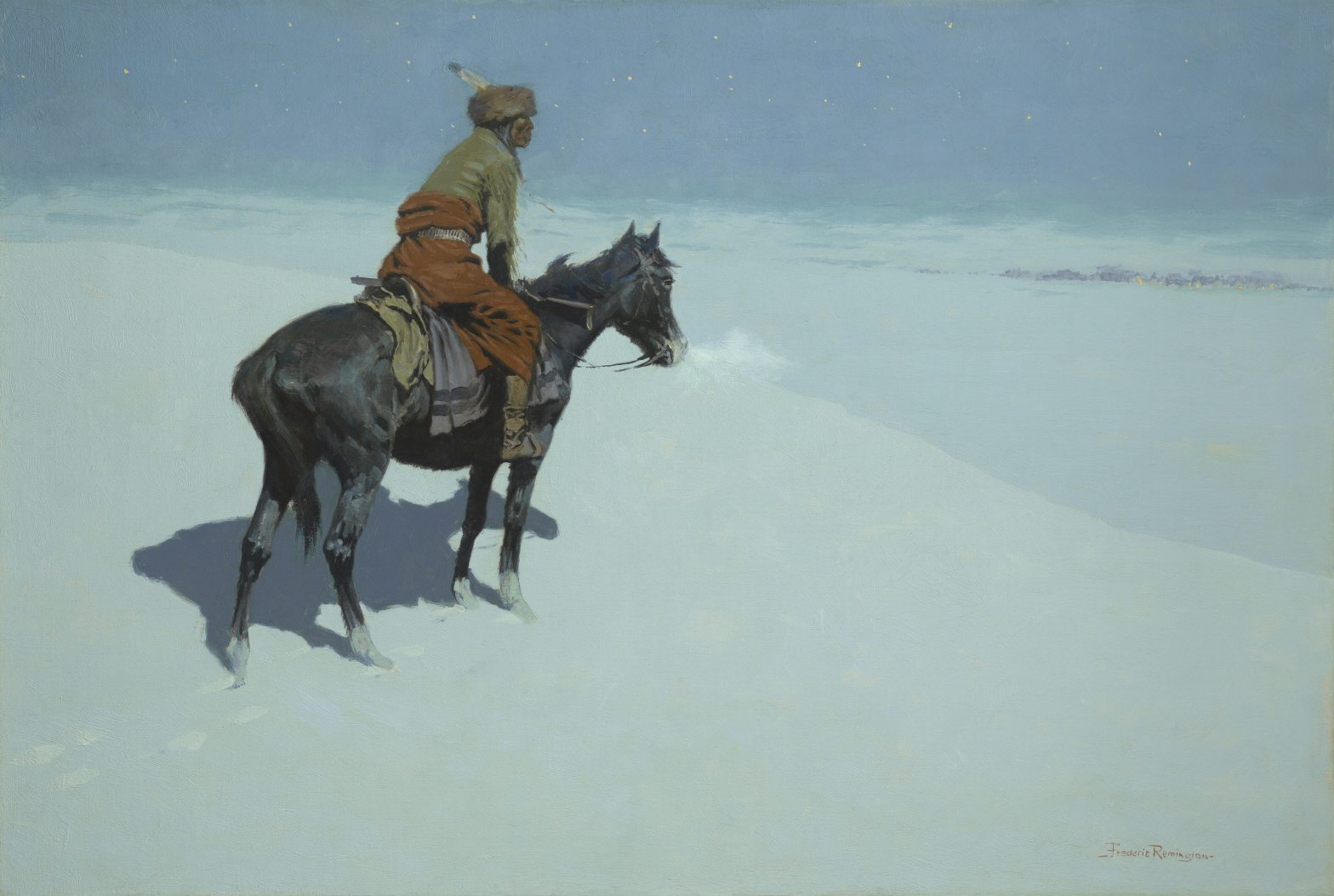
Frederic Remington: The Scout: Friends or Foes
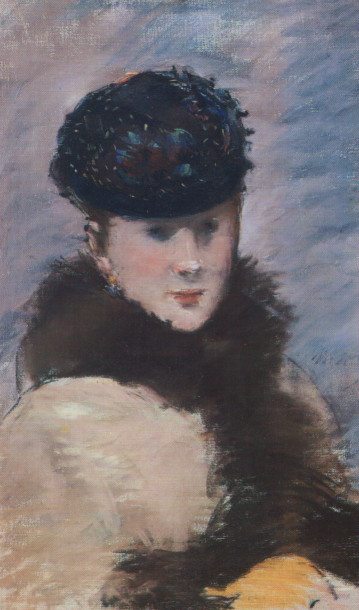
Edouard Manet: Méry Laurent au petit chapeau
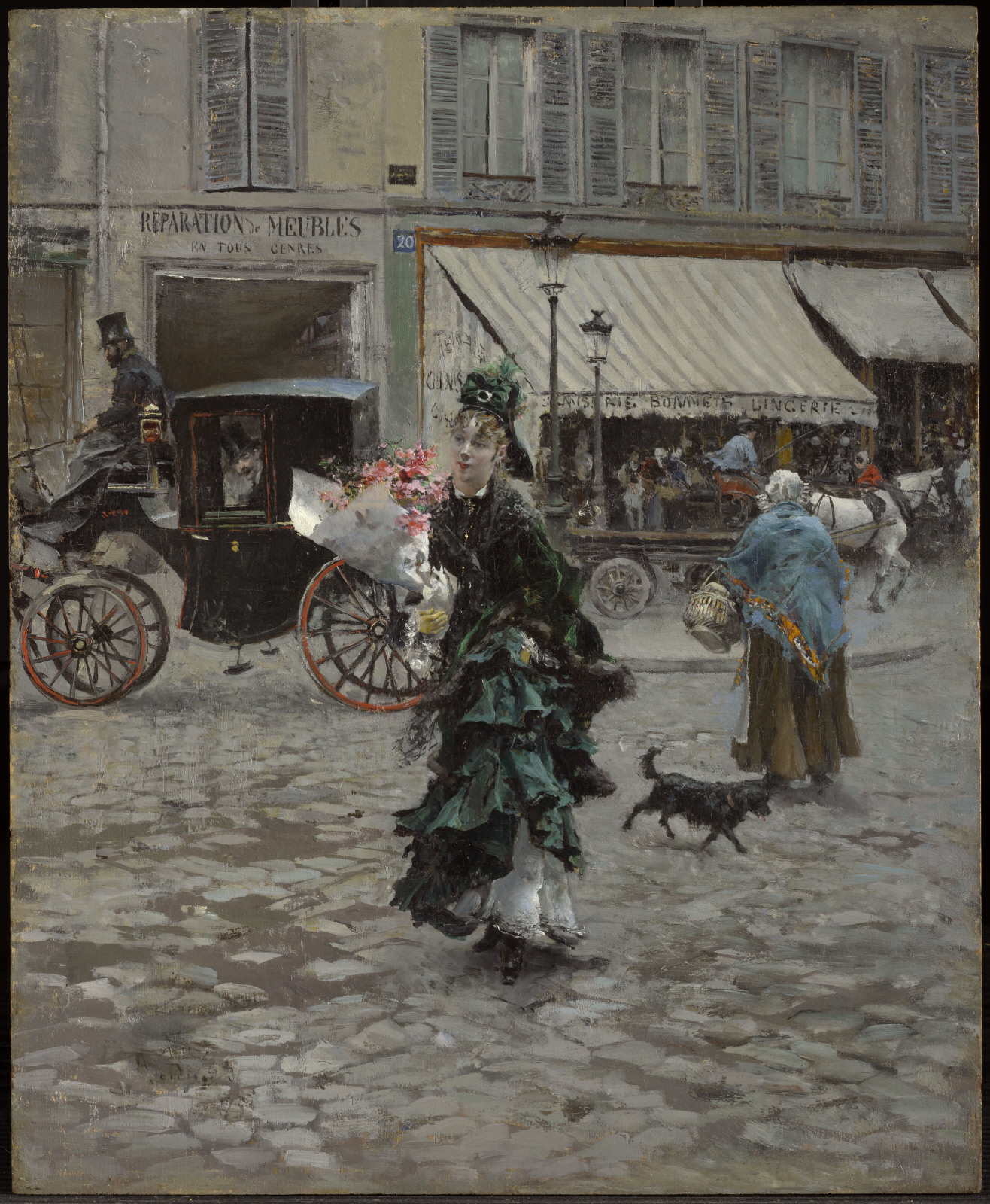
Giovanni Boldini: Das Überqueren der Straße
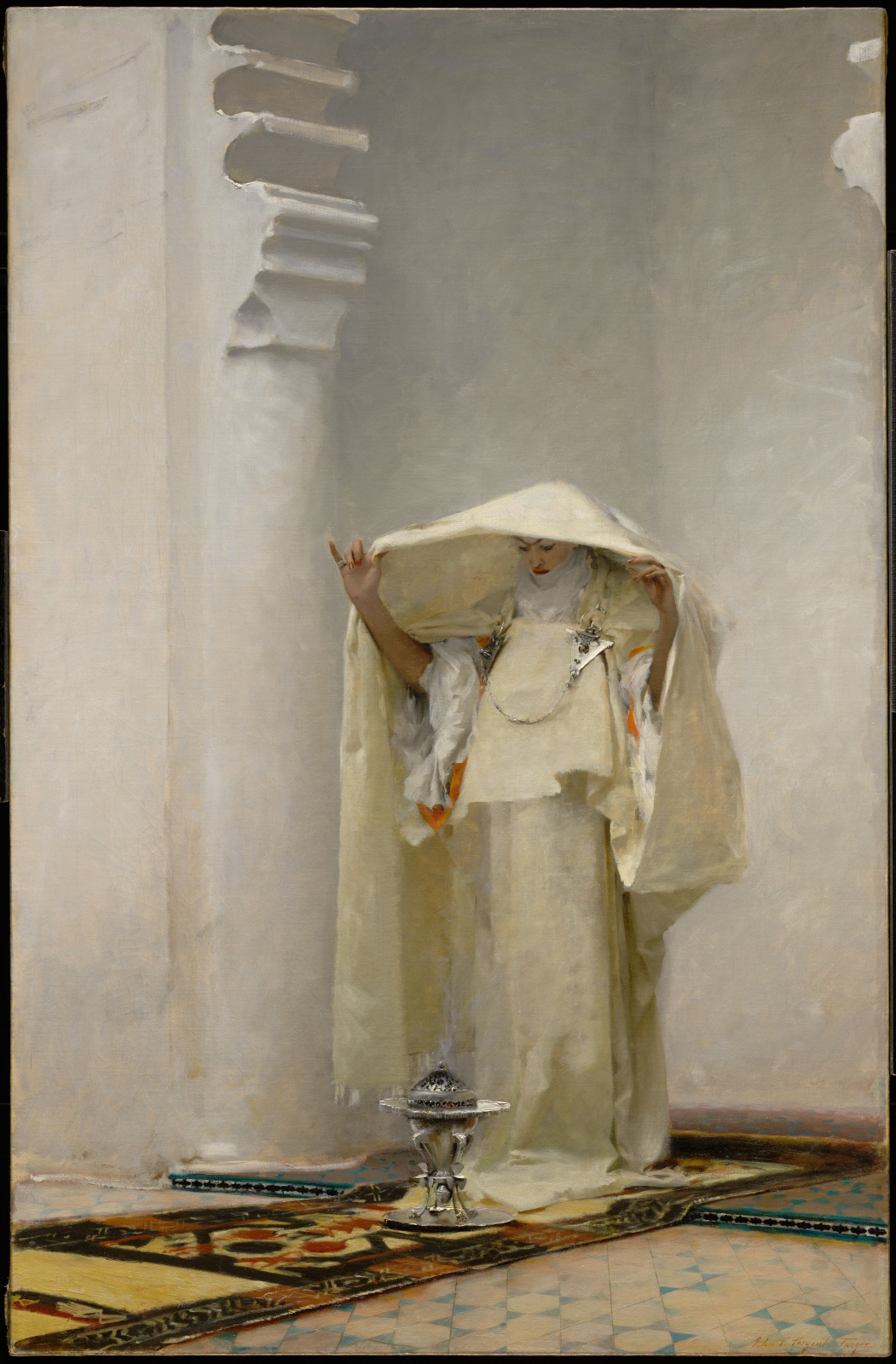
John Singer Sargent: Fumée d’Ambre Gris
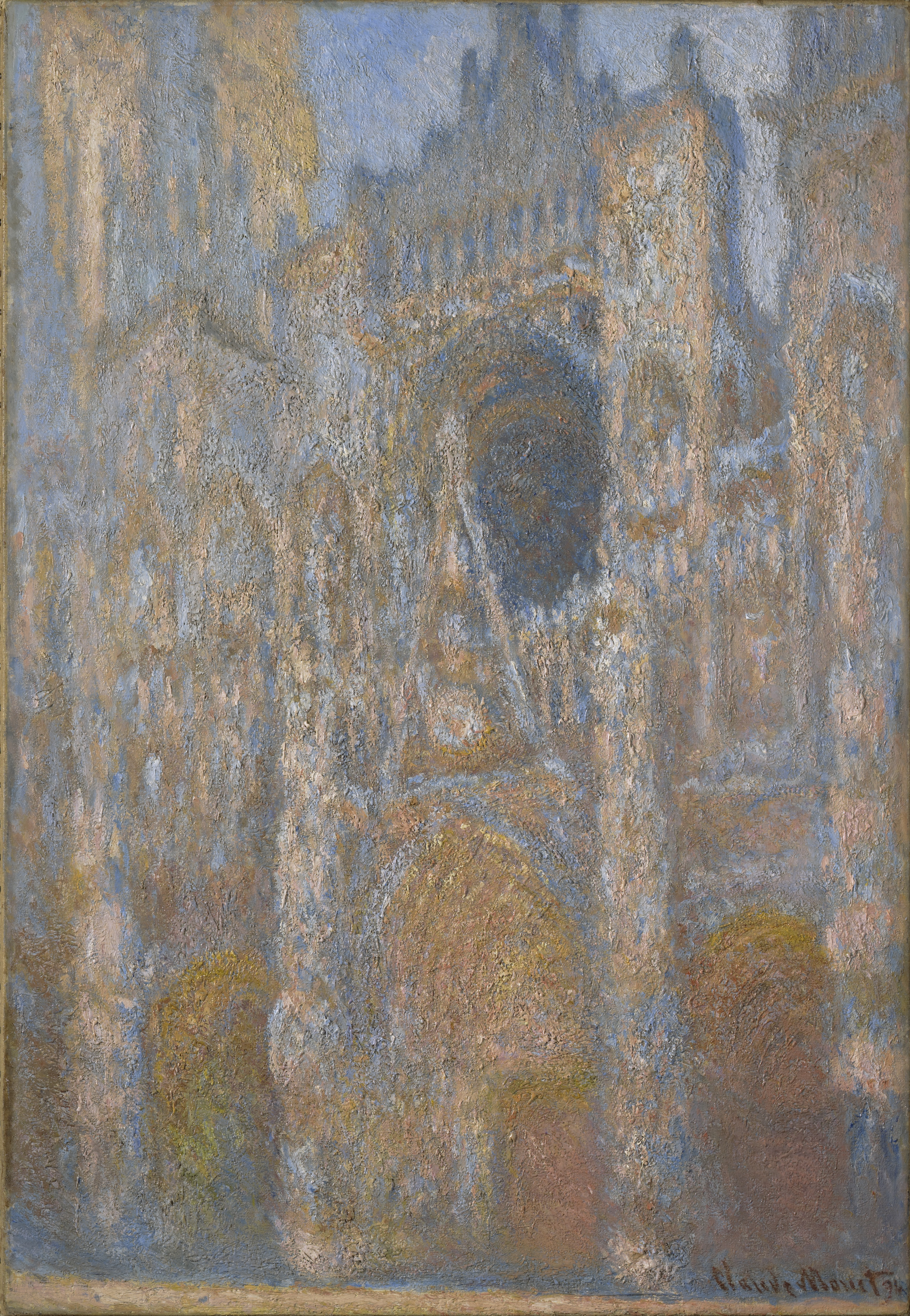
Claude Monet: Die Kathedrale von Rouen
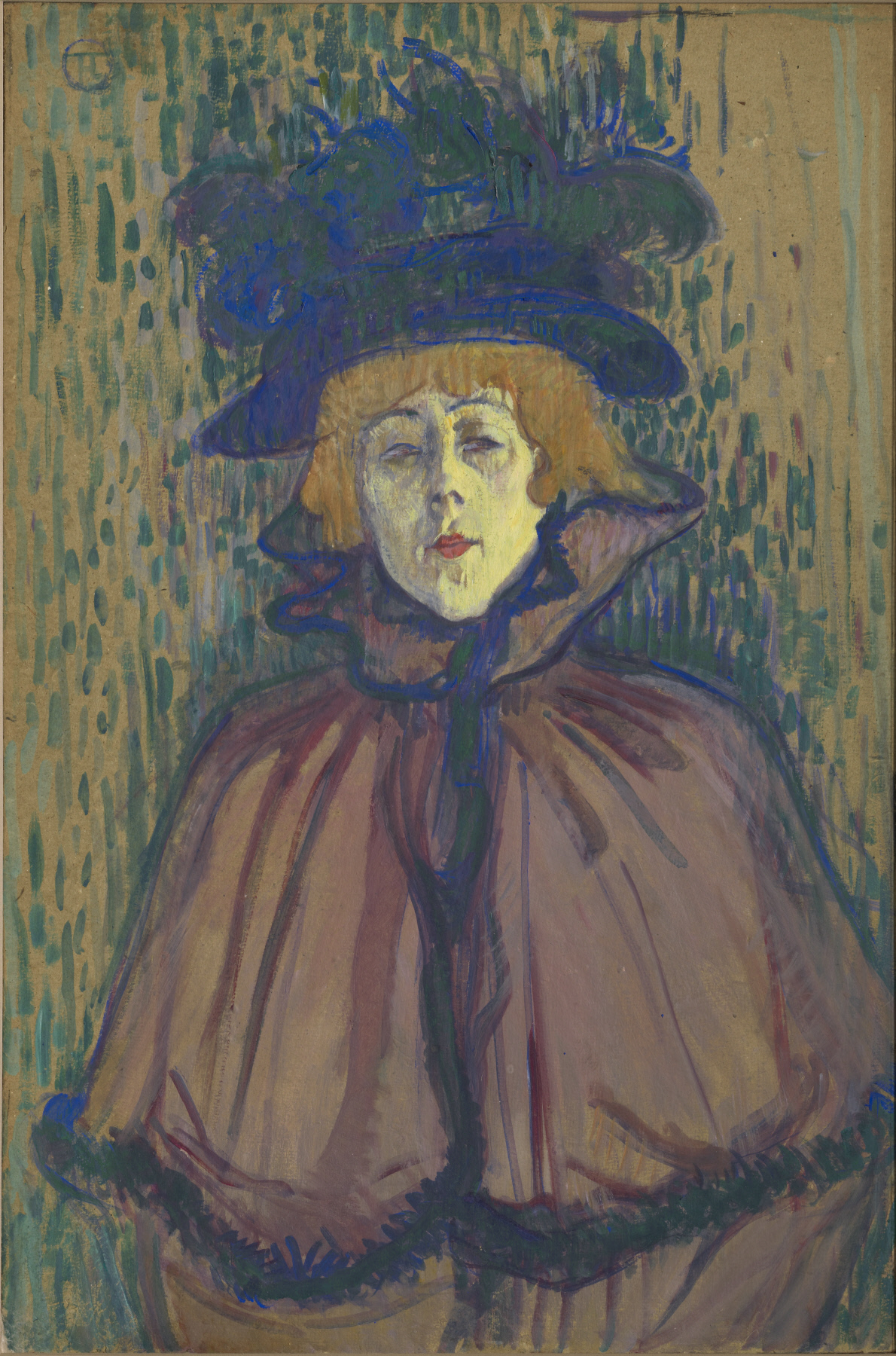
Henri de Toulouse-Lautrec: Jane Avril
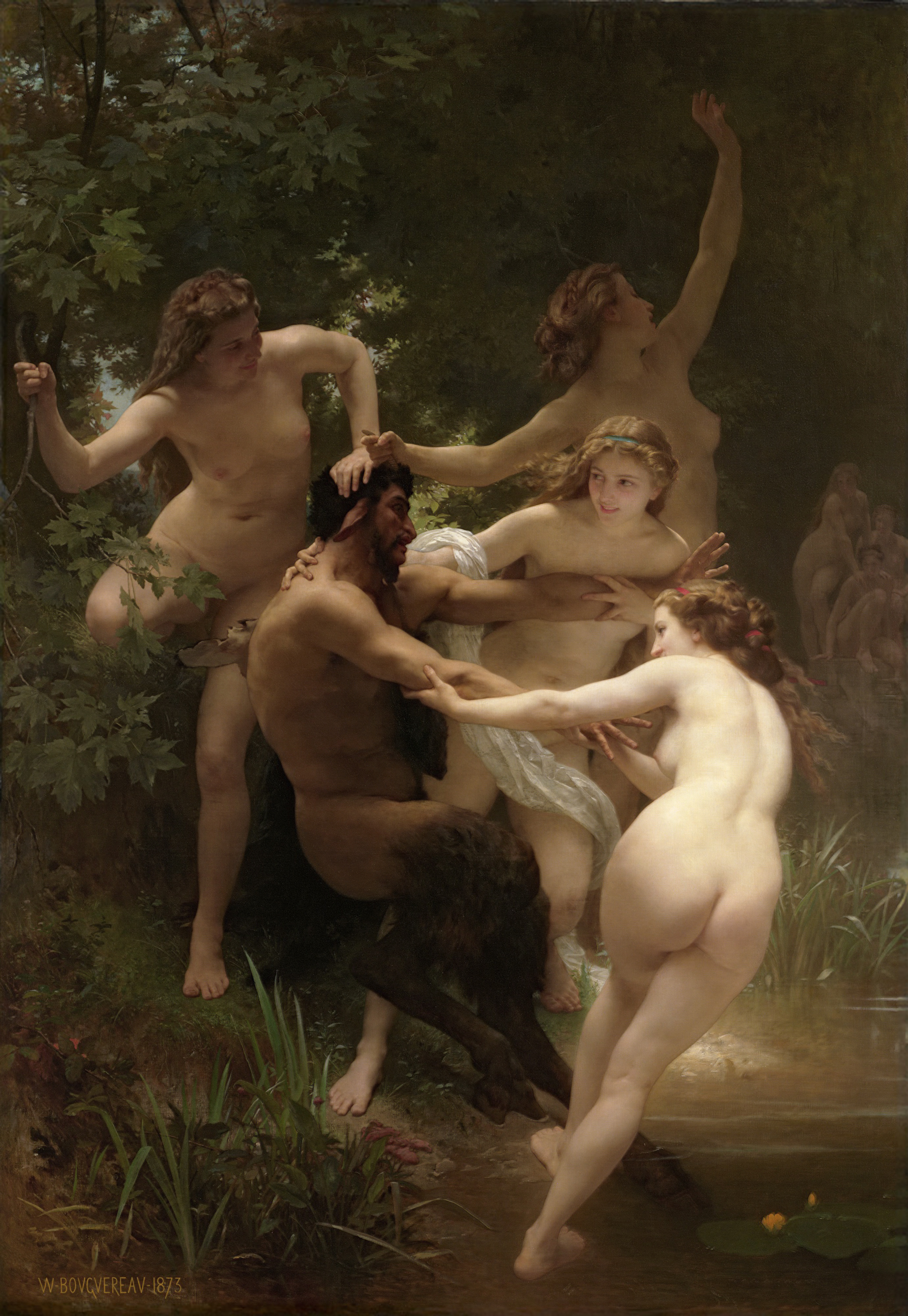
William Adolphe Bouguereau: Nymphen und Satyr